# Cohors I Britannica

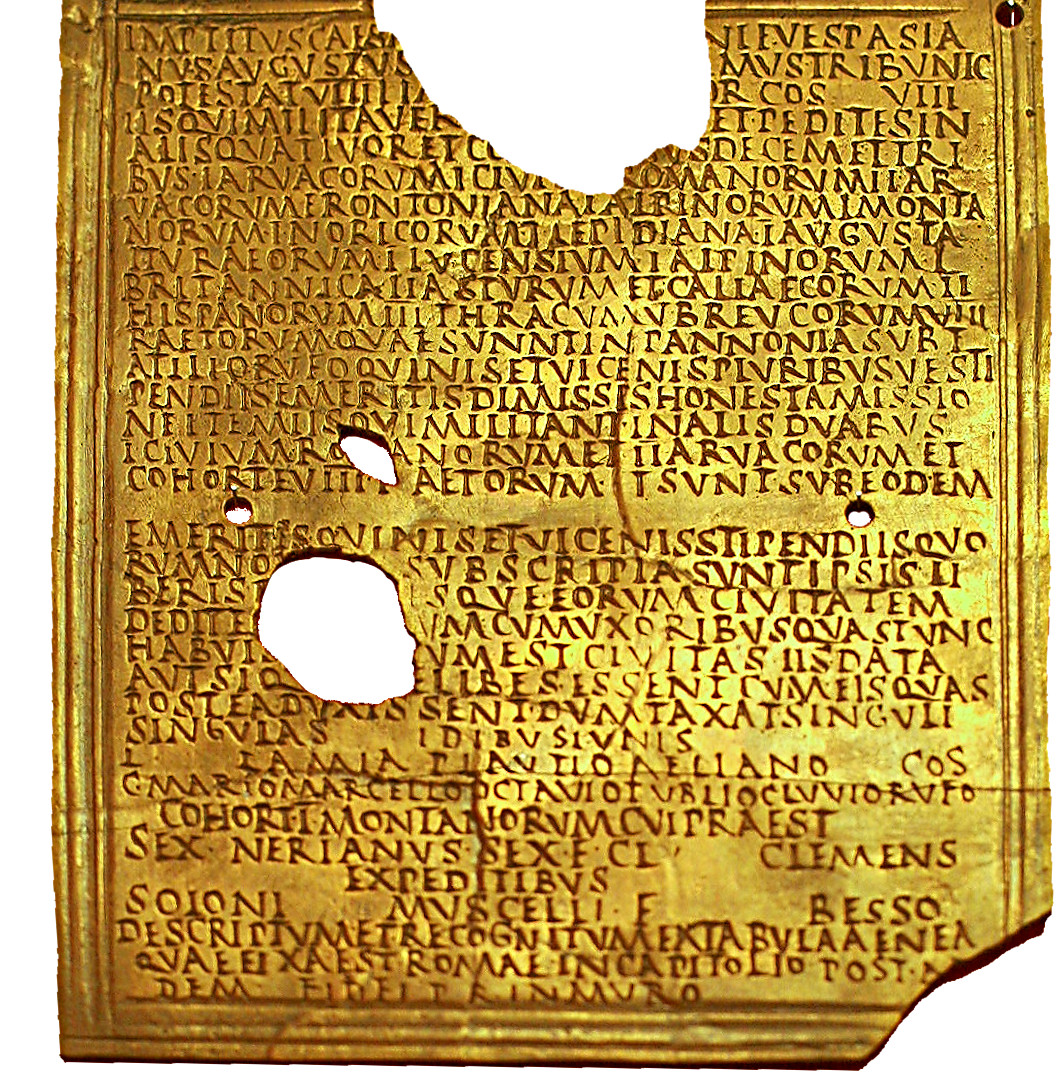
Das Militärdiplom vom 13. Juni 80 n. Chr.

Die Cohors I Britannica [Antoniniana] [civium Romanorum] [milliaria] [equitata] (deutsch 1. Kohorte Britannica [die Antoninianische] [der römischen Bürger] [1000 Mann] [teilberitten]) war eine römische Auxiliareinheit. Sie ist durch Militärdiplome, Inschriften und Ziegelstempel belegt.

## Namensbestandteile
- Britannica: Die Soldaten der Kohorte wurden bei Aufstellung der Einheit auf dem Gebiet der römischen Provinz Britannia rekrutiert. Die in Britannien aufgestellten Hilfstruppeneinheiten haben drei unterschiedliche Bezeichnungen: Britannica, Britannorum und Brittonum. Die Gründe, warum unterschiedliche Bezeichnungen gewählt wurden, sind unklar.[1]

- Antoniniana: die Antoninianische. Eine Ehrenbezeichnung, die sich auf Caracalla (211–217) bezieht. Der Zusatz kommt in der Inschrift (AE 1929, 1) vor.

- civium Romanorum: der römischen Bürger bzw. mit römischem Bürgerrecht. Den Soldaten der Einheit war das römische Bürgerrecht zu einem bestimmten Zeitpunkt verliehen worden (wahrscheinlich während des ersten Dakerkriegs Trajans um 101/102)[2]. Für Soldaten, die nach diesem Zeitpunkt in die Einheit aufgenommen wurden, galt dies aber nicht. Sie erhielten das römische Bürgerrecht erst mit ihrem ehrenvollen Abschied (Honesta missio) nach 25 Dienstjahren. Der Zusatz kommt in Militärdiplomen von 100 bis 128 n. Chr. und in den Inschriften (AE 1944, 34, CIL 5, 6995) vor.

- milliaria: 1000 Mann. Je nachdem, ob es sich um eine Infanterie-Kohorte (Cohors milliaria peditata) oder einen gemischten Verband aus Infanterie und Kavallerie (Cohors milliaria equitata) handelt, lag die Sollstärke der Einheit entweder bei 800 oder 1040 Mann. In den Militärdiplomen und Inschriften wird statt milliaria das Zeichen {\displaystyle \infty } verwendet.

- equitata: teilberitten. Die Einheit war ein gemischter Verband aus Infanterie und Kavallerie. Der Zusatz kommt in den Inschriften (AE 1944, 34, CIL 5, 6995) vor.

Die Einheit war eine Cohors milliaria equitata. Die Sollstärke der Einheit lag daher bei 1040 Mann, bestehend aus 10 Centurien Infanterie mit jeweils 80 Mann sowie 8 Turmae Kavallerie mit jeweils 30 Reitern.

## Geschichte
Die Kohorte war in den Provinzen Pannonia, Moesia superior und Dacia (in dieser Reihenfolge) stationiert. Sie ist auf Militärdiplomen für die Jahre 80 bis 164 n. Chr. aufgeführt.
Der erste Nachweis der Einheit in Pannonia beruht auf einem Militärdiplom, das auf 80 datiert ist. In dem Diplom wird die Kohorte als Teil der Truppen (siehe Römische Streitkräfte in Pannonia) aufgeführt, die in der Provinz stationiert waren. Weitere Diplome, die auf 84 bis 85 datiert sind, belegen die Einheit in derselben Provinz.
Während der Dakerkriege wurde die Kohorte nach Moesia superior verlegt. Der erste Nachweis der Einheit in der Provinz beruht auf einem Diplom, das auf 103/106 datiert ist. In dem Diplom wird die Kohorte als Teil der Truppen (siehe Römische Streitkräfte in Moesia) aufgeführt, die in der Provinz stationiert waren. Weitere Diplome, die auf 103/107 bis 105 datiert sind, belegen die Einheit in derselben Provinz.
Nach Beendigung der Dakerkriege wurde die Kohorte in die neue Provinz Dacia verlegt. Der erste Nachweis der Einheit in Dacia beruht auf einem Diplom, das auf 109 datiert ist. In dem Diplom wird die Kohorte als Teil der Truppen (siehe Römische Streitkräfte in Dacia) aufgeführt, die in der Provinz stationiert waren. Weitere Diplome, die auf 110 bis 164 datiert sind, belegen die Einheit in derselben Provinz (bzw. ab 119 in Dacia Superior und ab 123 in Dacia Porolissensis).
Der letzte Nachweis der Kohorte beruht auf der Inschrift (AE 1929, 1), die auf 211/217 datiert ist. Möglicherweise war die Einheit bis zur Aufgabe der Provinz um 275 in Dacia stationiert.

## Standorte
Standorte der Kohorte in Pannonia waren möglicherweise:
- Acumincum (Slankamen): der Grabstein des Virssuccius wurde hier gefunden.
- Brigetio
- Rittium (Surduk)

Standorte der Kohorte in Dacia waren möglicherweise:
- Cășeiu (Samum): der Grabstein des Aurelius Respectus sowie weitere Inschriften wurden hier gefunden. Die Kohorte war seit der Regierungszeit Hadrians in Cășeiu stationiert, wo sie vermutlich bis 275 verblieb.
- Dierna
- Slaveni

Ziegel mit den Stempeln C I B, COH I B und COH I BR wurden an diesen Stellen in Dacia gefunden, jedoch können diese Stempel auch für andere Kohorten stehen.

## Angehörige der Kohorte
Folgende Angehörige der Kohorte sind bekannt:

### Kommandeure
| - Gaius Iulius Corinthianus, ein Tribun - Lucius Alfius Restitutus, ein Präfekt | - Quintus Caecilius Redditus: er wird auf dem Diplom von 105 als Kommandeur genannt. - Tiberius Claudius Fortis: er wird auf dem Diplom von 133 als Kommandeur genannt. |

### Sonstige
| - [ Ma]rcellus (CIL 3, 7634) - Aur[elius], ein Veteran (ILD 786) - Aurelios Mouchichnos, ein Soldat - Aur(elius) Respectus, ein Soldat (AE 1983, 862) - Bodiccius, ein Imaginifer (um 95/96) (CIL 3, 3256) - Lucco, ein Fußsoldat: das Diplom von 105 wurde für ihn ausgestellt. | - Mucatralus - Montanus, ein Decurio (CIL 3, 3256) - P(ublius) Ael(ius) Tertius, ein Veteran und ehemaliger Centurio (AE 1944, 34) - Sepenestus, ein Fußsoldat: das Diplom von 133 wurde für ihn ausgestellt. - Virssuccius, ein Reiter und Imaginifer (CIL 3, 3256) |